# السيد البدوي (فلم)
السيد البدوي فيلم مصري تم إنتاجه في عام 1954م.

## قصة
يعرض الفيلم قصة حياة السيد أحمد البدوي بدايةً من مولده بالمغرب مروراً بامتناعه عن الزواج بمَن تحبه (كوكا في دور فاطمة بنت بري) وترحاله الدائم من أجل عبادة الله وتحصيل العلوم الدينية الإسلامية والجهاد في سبيل الله والعداوات التي صمد أمامها متكلاً على الله وحده حتىَ انتصر على كل أعدائه ويعرض الفيلم كرامات كثيرة وهبها الله له وانتهاءً بوصوله لمصر واشتراكه في الحرب ضد الغزوة الصليبية التي حدثت في عصر شجرة الدر ثم وفاته في مصر .

## فريق العمل

### بطولة
| - عباس فارس:السيد البدوى - تحية كاريوكا - كوكا - سراج منير - فاخر فاخر - أحمد علام - سميحة توفيق - عبد السلام النابلسي - مونا فؤاد - عبد العزيز أحمد - وداد حمدي | - سيد سليمان - عزيزة حلمي - شفيق نور الدين - جمالات زايد - عبد المجيد شكري - خيرية أحمد:جارية شجرة الدر - عبد المنعم إسماعيل:أحد بائعي الفتيات الرقيق - لولا عبده - إبراهيم حشمت - عبد الغني قمر - رياض القصبجي | - أنور زكي - توفيق إسماعيل - فوزية حجازي - محمد زايد - حسام صالح - دينا زاد - رشدي خليفة - عبد الرحمن زكي - زكي صالح - ادهم رشدي - منير الفنجري | - نادية سلامة - دلال محمد - إبراهيم رمزي - ناروز المصري - شافية أحمد:غناء - محمد رضا:قائد الجند بمصر - عبد الحميد بدوي:الشيخ علوان - سليمان الجندي:ابن أحد الشيوخ - محمود السباع:أحد الأعراب في سوق العرب - علي كامل:أحد البائعين للأقمشة |

## وصلات خارجية
- مقالات تستعمل روابط فنية بلا صلة مع ويكي بيانات
- نور الشريف يعرض فيلم السيد البدوي
- الفيلم